# Calamoneta djojosudharmoi
Calamoneta djojosudharmoi är en spindelart som beskrevs av Christa L. Deeleman-Reinhold 200. Calamoneta djojosudharmoi ingår i släktet Calamoneta och familjen sporrspindlar. Inga underarter finns listade.